# Sasso Pisano
Sasso Pisano è una frazione del comune italiano di Castelnuovo di Val di Cecina, nella provincia di Pisa, in Toscana. Situato vicino a Larderello, luogo celebre per lo sfruttamento dei soffioni e dei lagoni boraciferi, Sasso Pisano è un luogo in cui queste manifestazioni sono ancora visibili in maniera naturale.

## Geografia fisica

### Clima

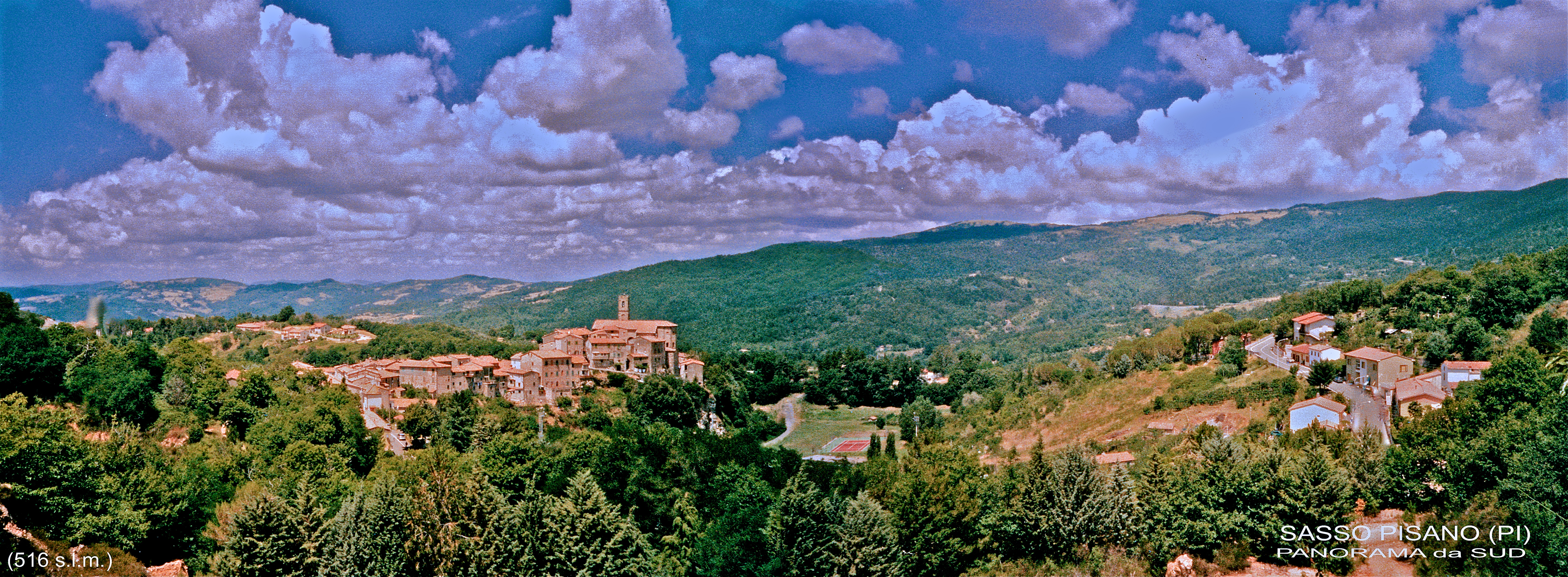
Sasso Pisano, veduta del borgo medievale, altitudine 516 metri

Clima asciutto temperato di tipo mediterraneo che risente dell'influenza della valle del fiume Cornia. Le estati sono calde e asciutte, gli inverni e gli autunni sono piovosi ma miti, di rado la temperatura scende sotto zero.
La stazione meteorologica più vicina è quella di Pomarance-Larderello di cui si riportano le medie climatiche:
| POMARANCE LARDERELLO  | Mesi  | Mesi  | Mesi  | Mesi  | Mesi  | Mesi  | Mesi  | Mesi  | Mesi  | Mesi  | Mesi  | Mesi  | Stagioni | Stagioni | Stagioni | Stagioni | Anno |
| POMARANCE LARDERELLO  | Gen   | Feb   | Mar   | Apr   | Mag   | Giu   | Lug   | Ago   | Set   | Ott   | Nov   | Dic   | Inv      | Pri      | Est      | Aut      | Anno |
| --------------------- | ----- | ----- | ----- | ----- | ----- | ----- | ----- | ----- | ----- | ----- | ----- | ----- | -------- | -------- | -------- | -------- | ---- |
| T. max. media (°C)    | 9,3   | 10,4  | 13,0  | 16,7  | 21,4  | 25,4  | 28,7  | 28,6  | 24,5  | 19,0  | 13,5  | 9,8   | 9,8      | 17,0     | 27,6     | 19,0     | 18,4 |
| T. min. media (°C)    | 2,9   | 3,3   | 4,6   | 6,9   | 10,5  | 13,8  | 16,5  | 16,7  | 14,1  | 10,3  | 6,7   | 3,3   | 3,2      | 7,3      | 15,7     | 10,4     | 9,1  |
| Precipitazioni (mm)   | 76    | 83    | 76    | 61    | 70    | 52    | 42    | 51    | 70    | 114   | 118   | 79    | 238      | 207      | 145      | 302      | 892  |
| Giorni di pioggia     | 9     | 9     | 9     | 8     | 8     | 6     | 4     | 4     | 6     | 8     | 10    | 8     | 26       | 25       | 14       | 24       | 89   |
| Vento (direzione-m/s) | E 4,4 | E 4,3 | E 4,4 | E 4,5 | E 4,0 | E 3,8 | E 4,0 | E 4,0 | E 3,8 | E 4,0 | E 4,6 | E 4,5 | 4,4      | 4,3      | 3,9      | 4,1      | 4,2  |

## Storia
Le prime tracce storiche risalgono al 896. Le estrazioni di minerali quali allume, lo zolfo ed il vetriolo hanno condizionato fortemente la sua storia. Durante il Medioevo l'allume era molto richiesto, perché utilizzato sia in medicina, come antiemorragico, sia in tintoria come fissatore del colore. Conteso fin dal 1204 tra i Vescovi e il Comune di Volterra, nel 1472 subì la cosiddetta"guerra delle allumiere" con la quale Firenze conquistò definitivamente tutto il Volterrano.

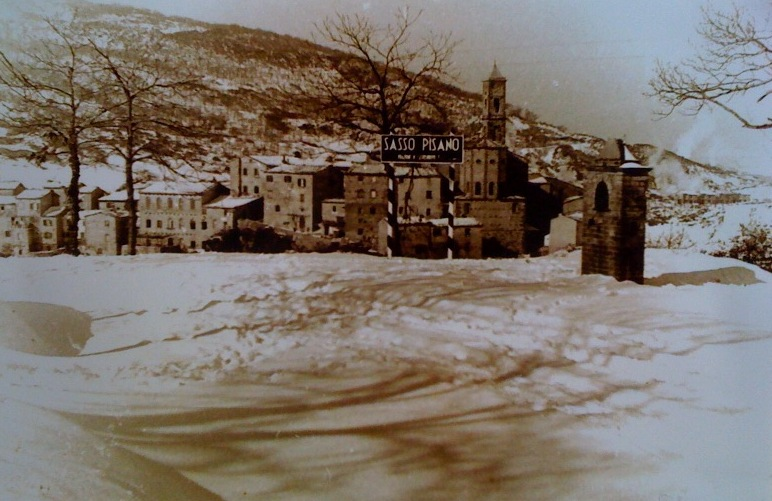
Sasso Pisano inizio 1900

## Monumenti e luoghi d'interesse

### Il borgo

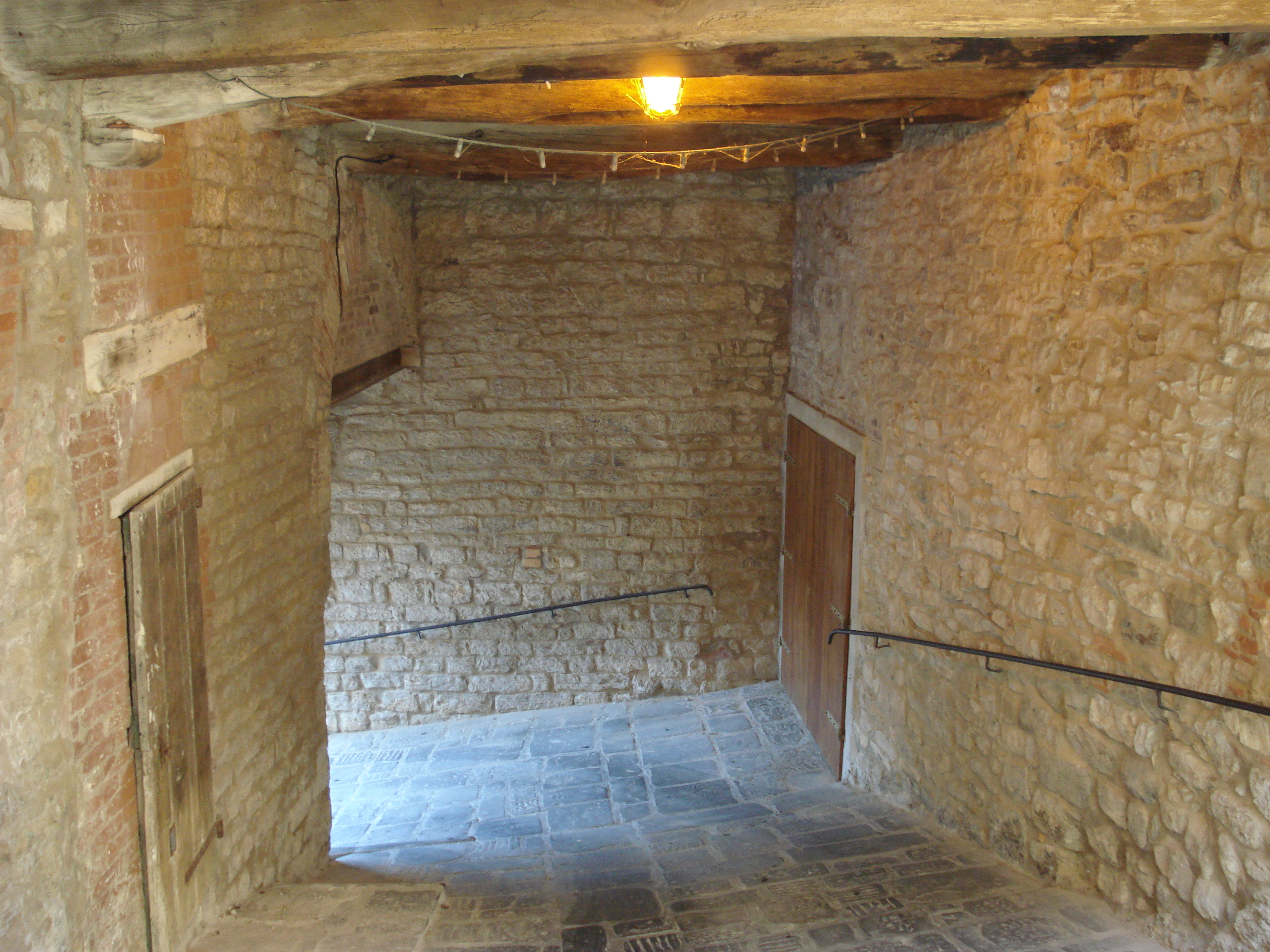
Entrata al Castello di Sasso Pisano (Arco a "trabocchetto")

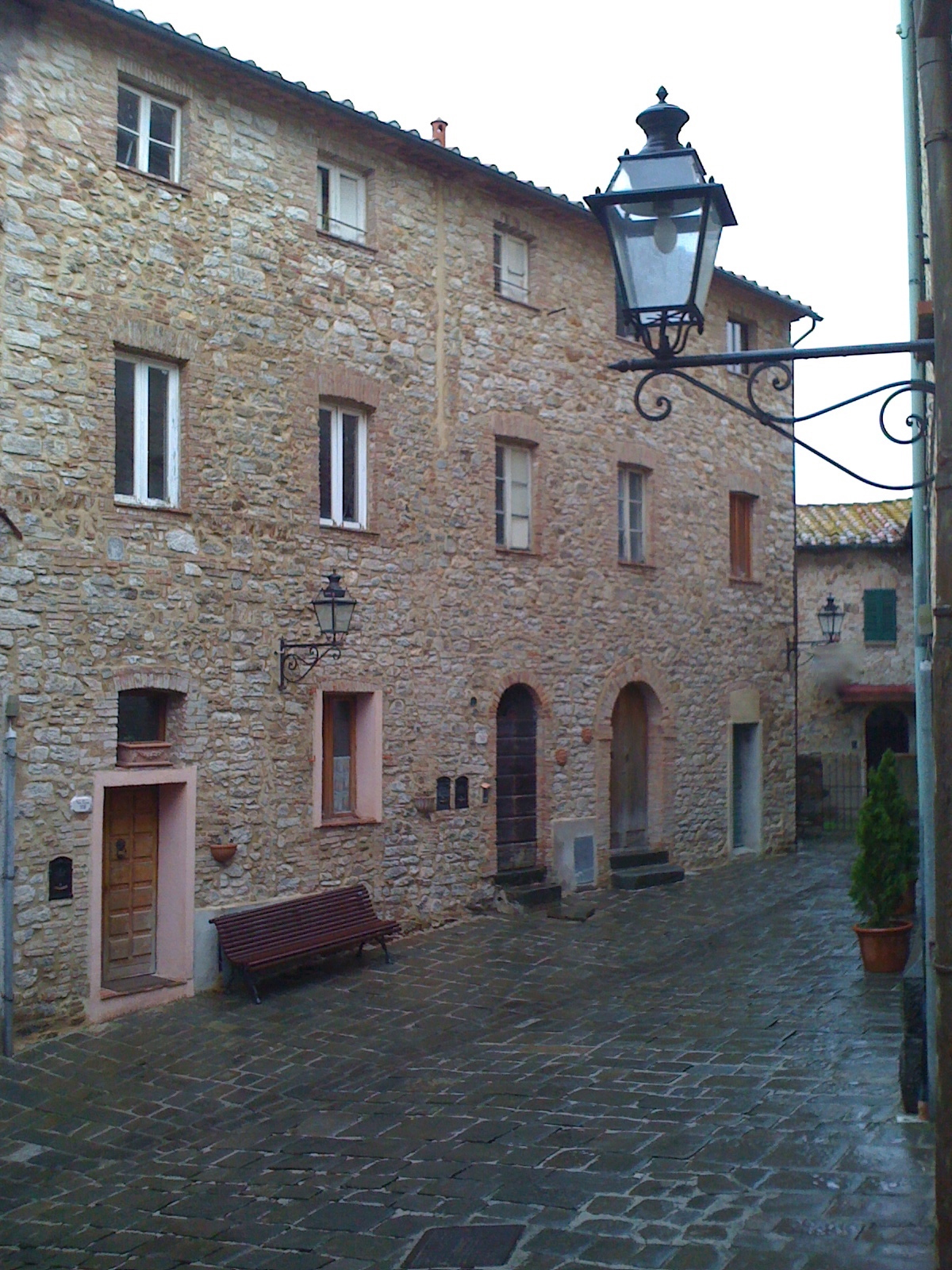
Piazza centrale Castello di Sasso Pisano

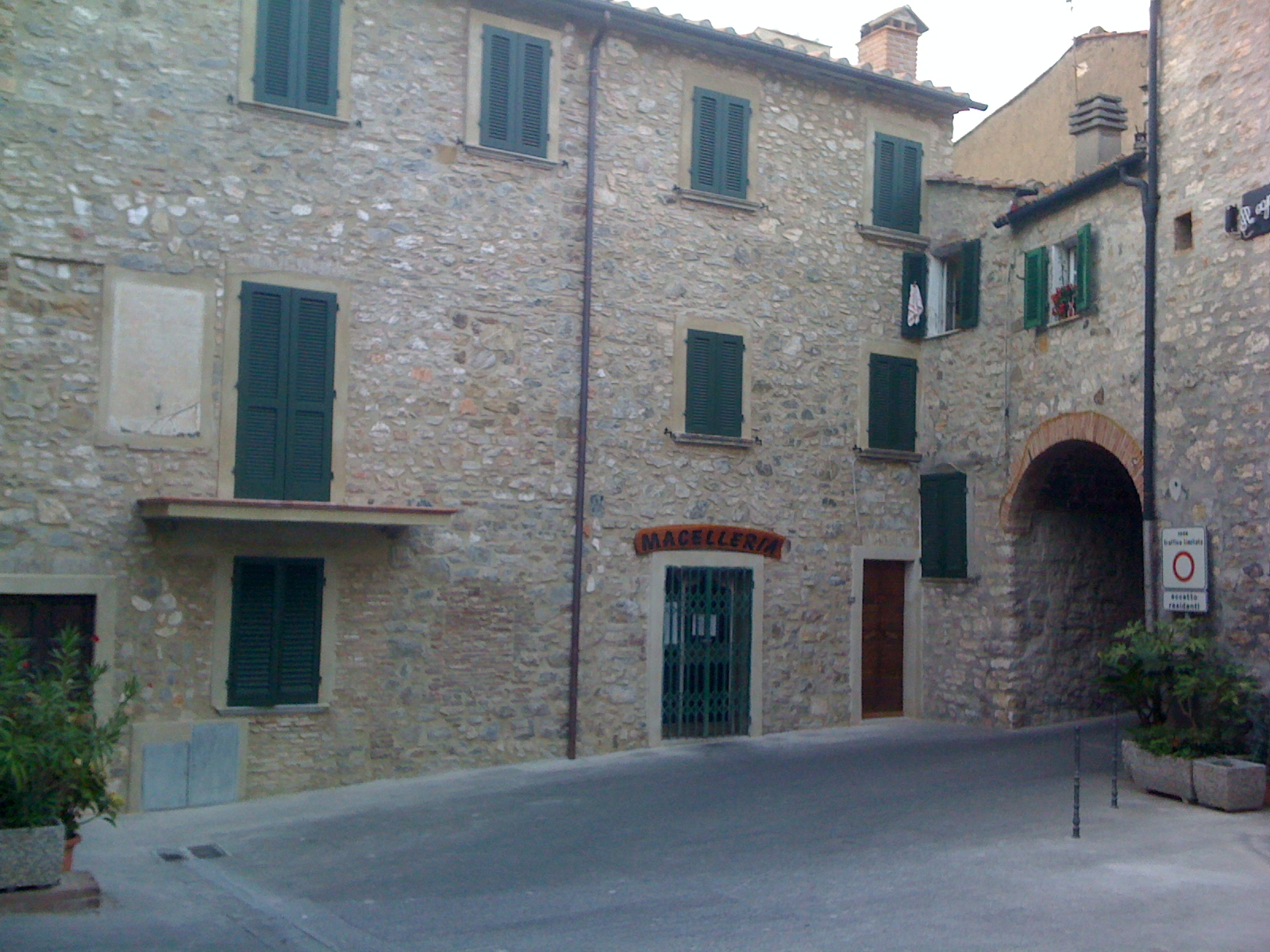
Entrata nel centro storico di Sasso Pisano

La struttura urbanistica del borgo, pur con gli inevitabili riadattamenti e le nuove edificazioni, mantiene il suo aspetto di rocca medievale. Il nucleo abitato più antico, il castello, si erge in posizione predominante alla sommità del colle, all'estremità orientale dell'intero abitato. Le mura perimetrali sono rimaste possenti nel tempo. Ne è un esempio l'arco a "trabocchetto" visibile all'interno del borgo, così esteso da sembrare una galleria.

### Chiesa San Bartolomeo Sasso Pisano
Nel castello di Sasso Pisano si trova la chiesa dedicata a San Bartolomeo, un edificio con pavimentazione esagonale in cotto originale, nei tempi passati arcipretura.
Nella piccola cappella sul fianco sinistro della chiesa, di età molto meno recente, vi è conservato un dipinto degli anni 1500, di un artista sconosciuto, la cappella, conserva il sottotetto a vista con travi in legno castagno originali.
Adiacente alla Chiesa si trova un campanile medievale che ancora oggi scandisce il tempo, con rintocchi delle campane ogni 30 minuti.

### Pieve di Commissano
Di fronte al borgo, sorgeva un tempio dedicato al culto di divinità pagane, oggi chiamato Pieve di Commissano. Il fonte battesimale di questa antica pieve fu ricavato da un manufatto di epoca etrusca e pare sia conservato nella piccola cappella a fianco della chiesa dedicata a San Bartolomeo.

### Chiesa di Michelucci ed il Villaggio Boracifero
Gli edifici furono progettati da Giovanni Michelucci per conto della società geotermica "Larderello" attorno alla metà degli anni cinquanta. In un'area baricentrica rispetto alla centrale geotermoelettrica (dove Michelucci progettò e realizzò nello stesso periodo la chiesa di Larderello) e l'antico borgo di Sasso, l'architetto pistoiese ideò un piccolo nucleo dotato di abitazioni per i dipendenti, di un centro commerciale e sociale e di una piccola cappella. I primi studi risalgono al 1956 e i disegni per la chiesetta vennero elaborati tra l'inverno dello stesso anno e gli esordi del 1957. I lavori, eseguiti dall'impresa Baldini, si conclusero nel 1958.
La chiesa ed il complesso residenziale costituiscono un piccolo villaggio in prossimità del centro storico di Sasso Pisano lungo la strada statale che da Pomarance conduce verso Larderello e Castelnuovo di Val di Cecina; a valle della strada sono situati la chiesa, in posizione diagonale e in un lotto d'angolo compreso tra la statale e la viabilità di servizio, e l'attiguo ristorante; a monte il complesso residenziale, immerso nel verde, costituito da un gruppo di quattro stecche di tre schiere ciascuno (tre delle quali progettate da Michelucci).
Il villaggio è costruito in una zona caratterizzata dal fenomeno naturale della fuoriuscita dei gas e delle acque sulfuree, che conferisce al paesaggio un carattere decisamente inconsueto, per l'incessante emissione dei vapori, e lo qualifica come area produttiva per la presenza dei particolari camini in cemento per la trasformazione dell'energia geotermica.

### Complesso sacro termale etrusco e romano di Sasso Pisano - "Il Bagnone"

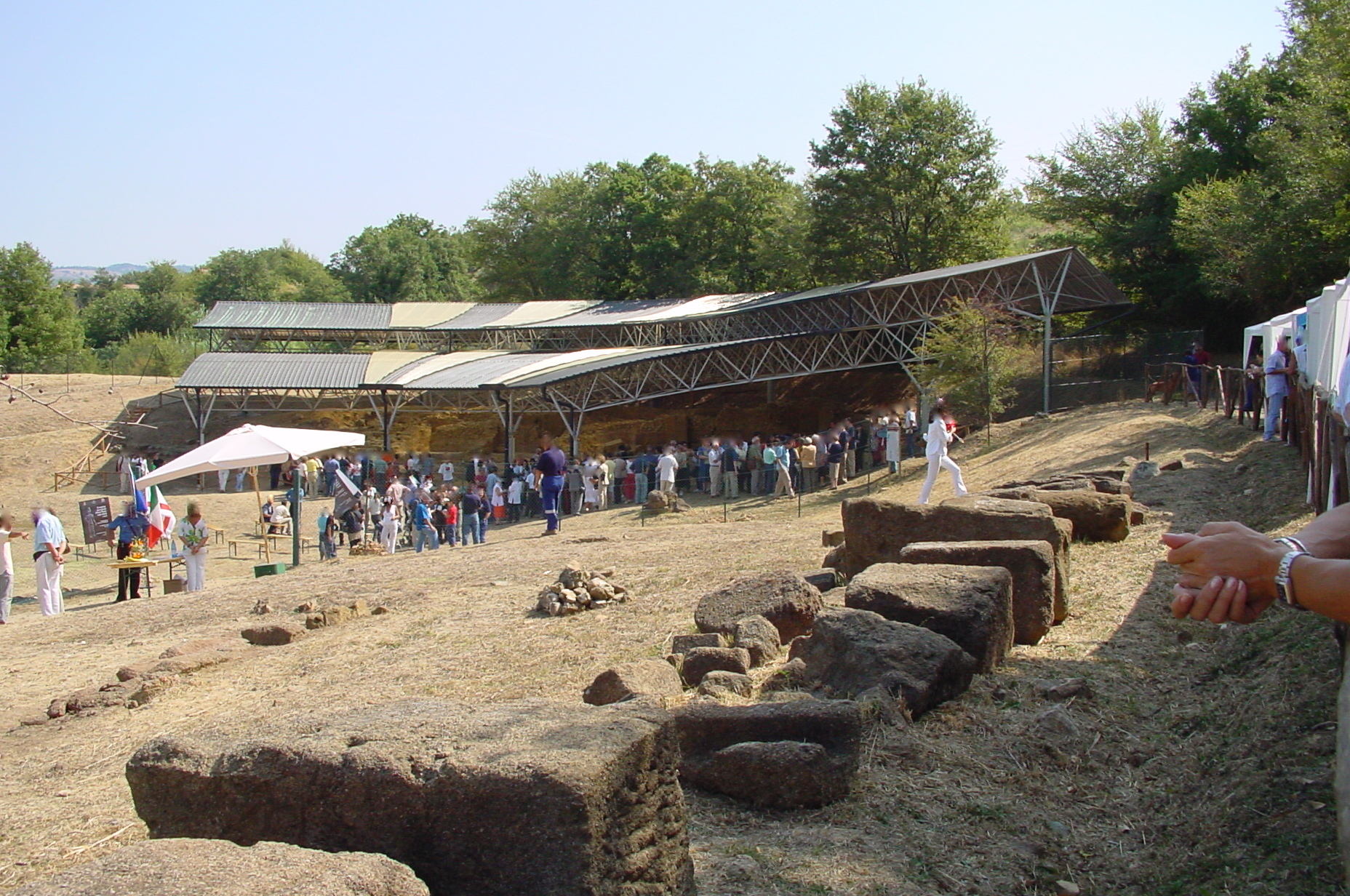
Veduta da nord del Complesso Sacro Termale Etrusco e Romano di Sasso Pisano cosiddetto "Il Bagnone"

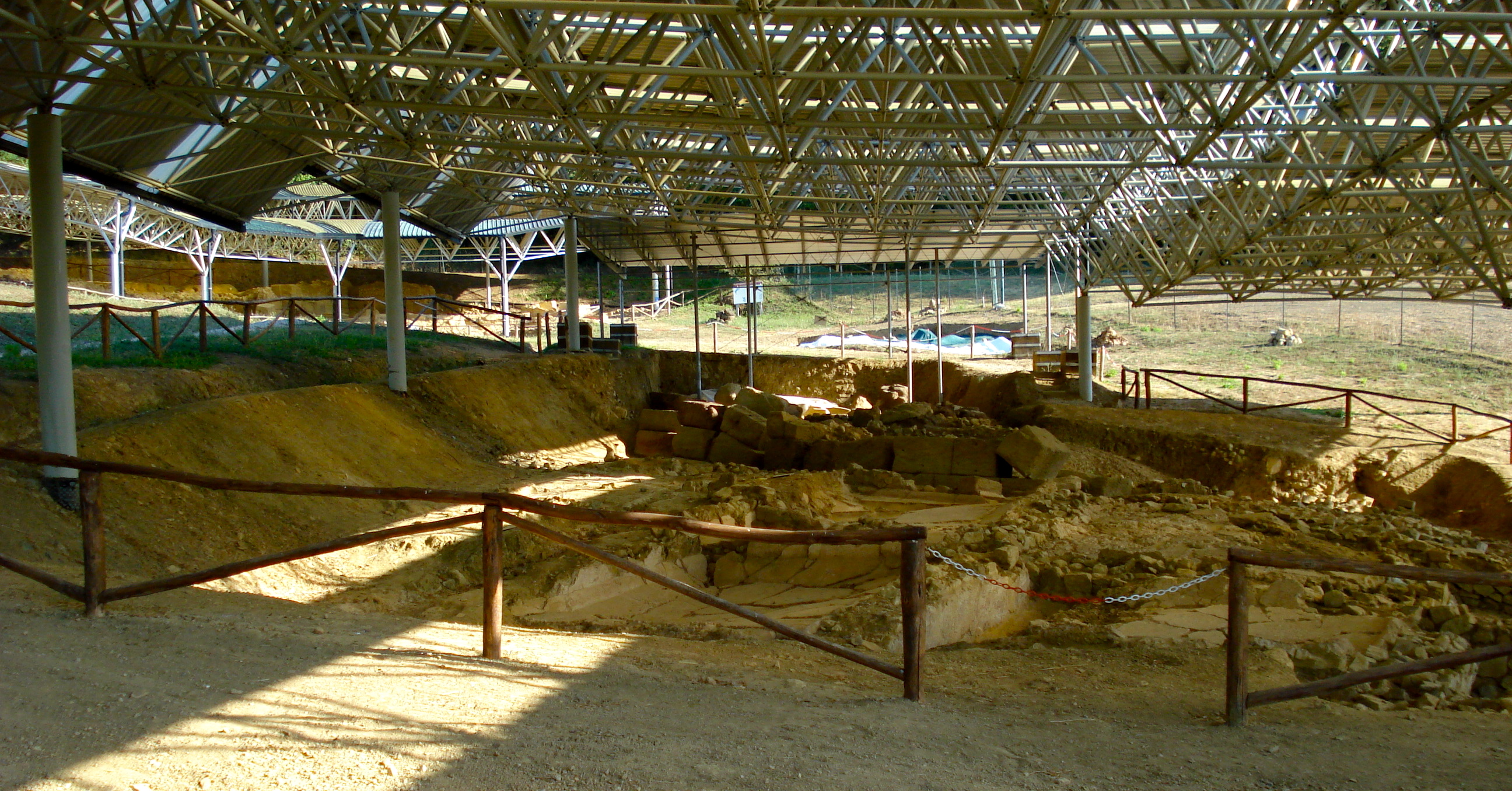
Veduta da sud del Complesso Sacro Termale Etrusco e Romano di Sasso Pisano cosiddetto "Il Bagnone"

È il più grande complesso sacro termale etrusco e romano esistente al mondo, unico nella tipologia. Nei pressi del complesso sorgevano anche importanti edifici pubblici, con marchio apposito rinvenuto sugli embrici

### Museo etrusco e romano di Sasso Pisano
L'Antiquarium è situato nel borgo medievale di Sasso Pisano. Vi sono esposti i reperti più interessanti rinvenuti durante gli scavi nell'area archeologica "il Bagnone" tra i quali: una Minerva in piombo e stagno, una piccola offerente in bronzo (entrambe di netta impronta volterrana), monete riferibili al III secolo d.C., una vasca in terracotta, tegole con il bollo in caratteri etruschi e molto altro.

### Lavatoi medievali alimentati con acqua termale di Sasso Pisano

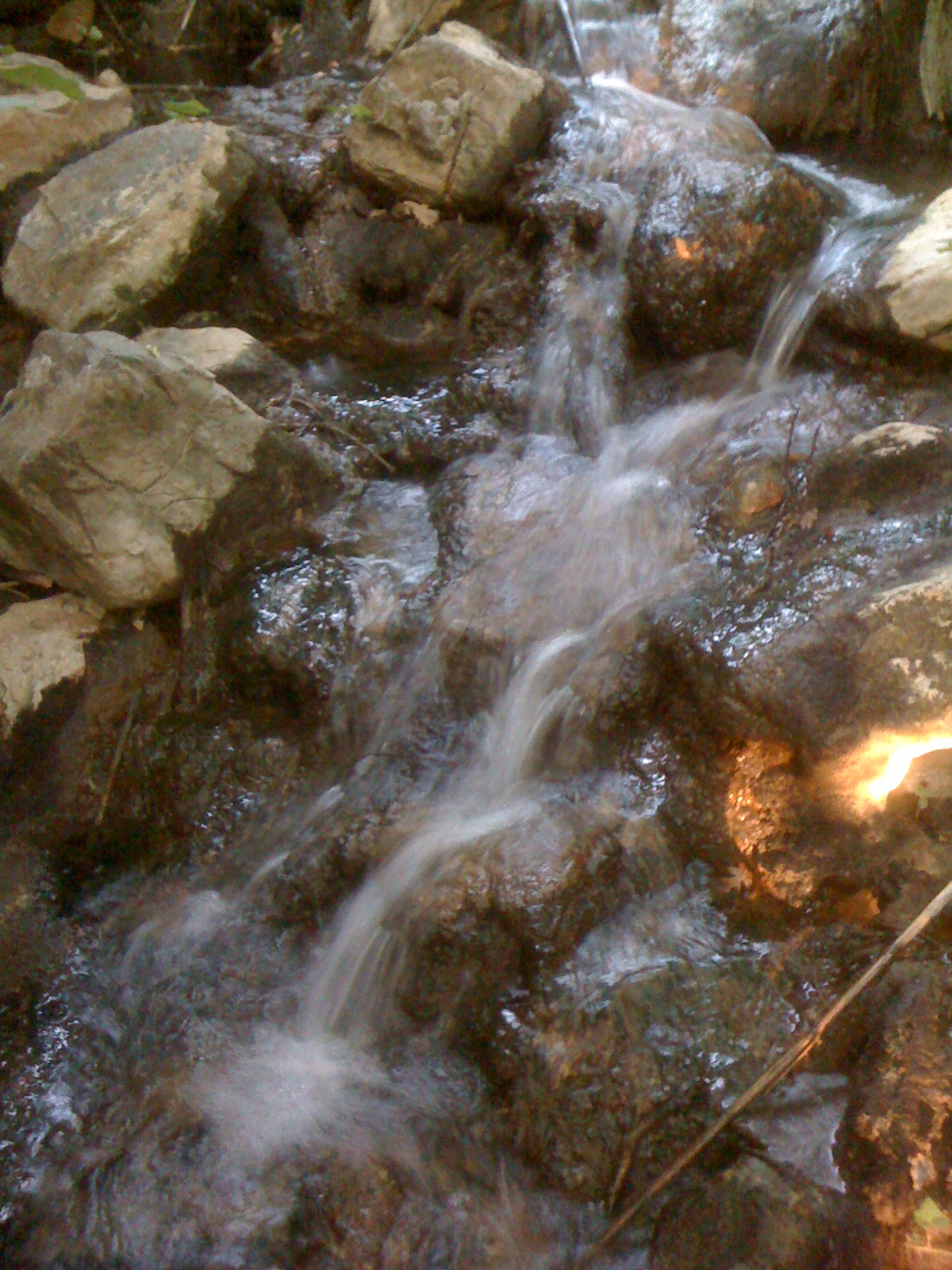
Sorgente di acqua termale, Sasso Pisano

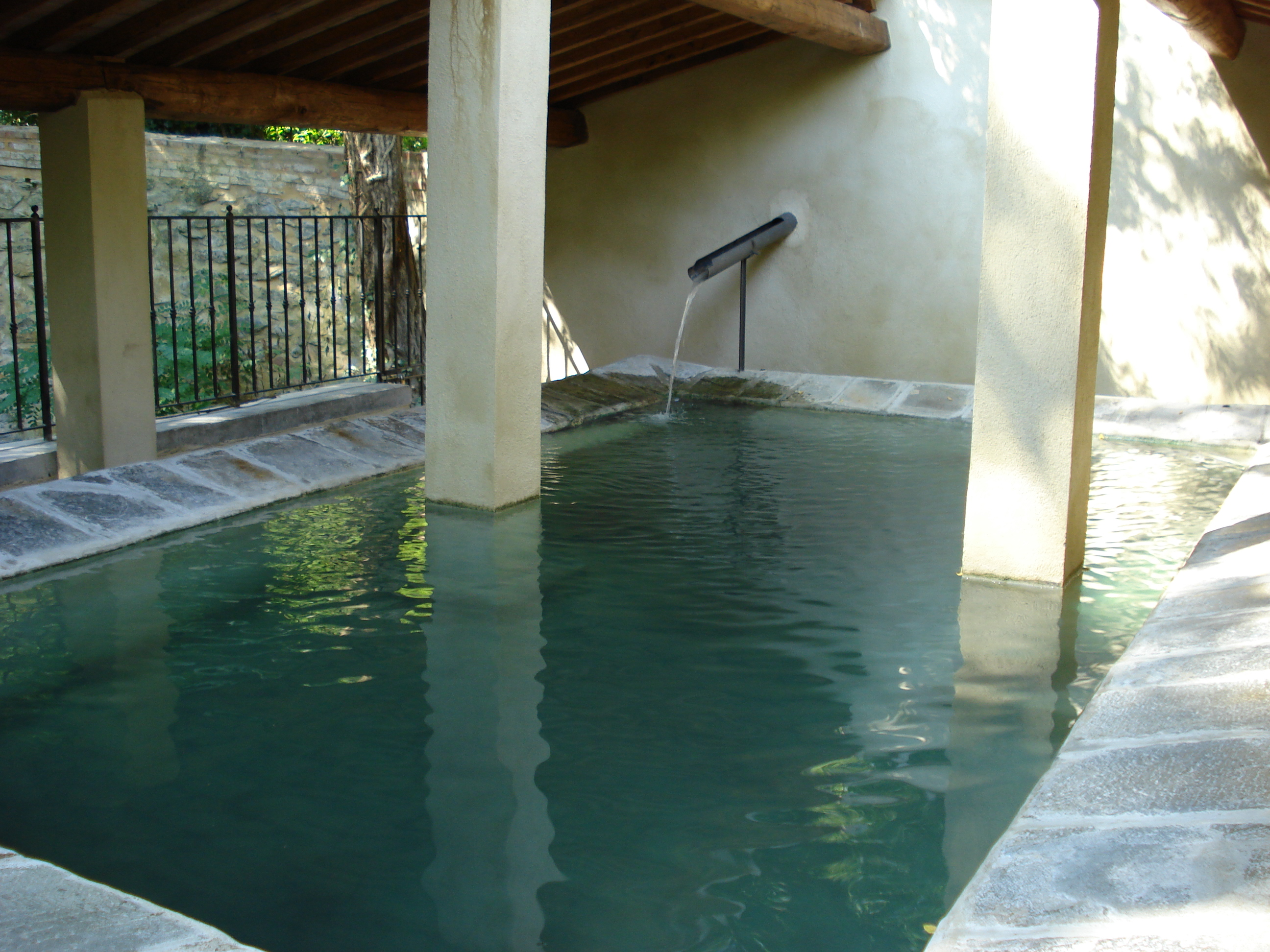
Lavatoio alimentato con acqua termale, Sasso Pisano

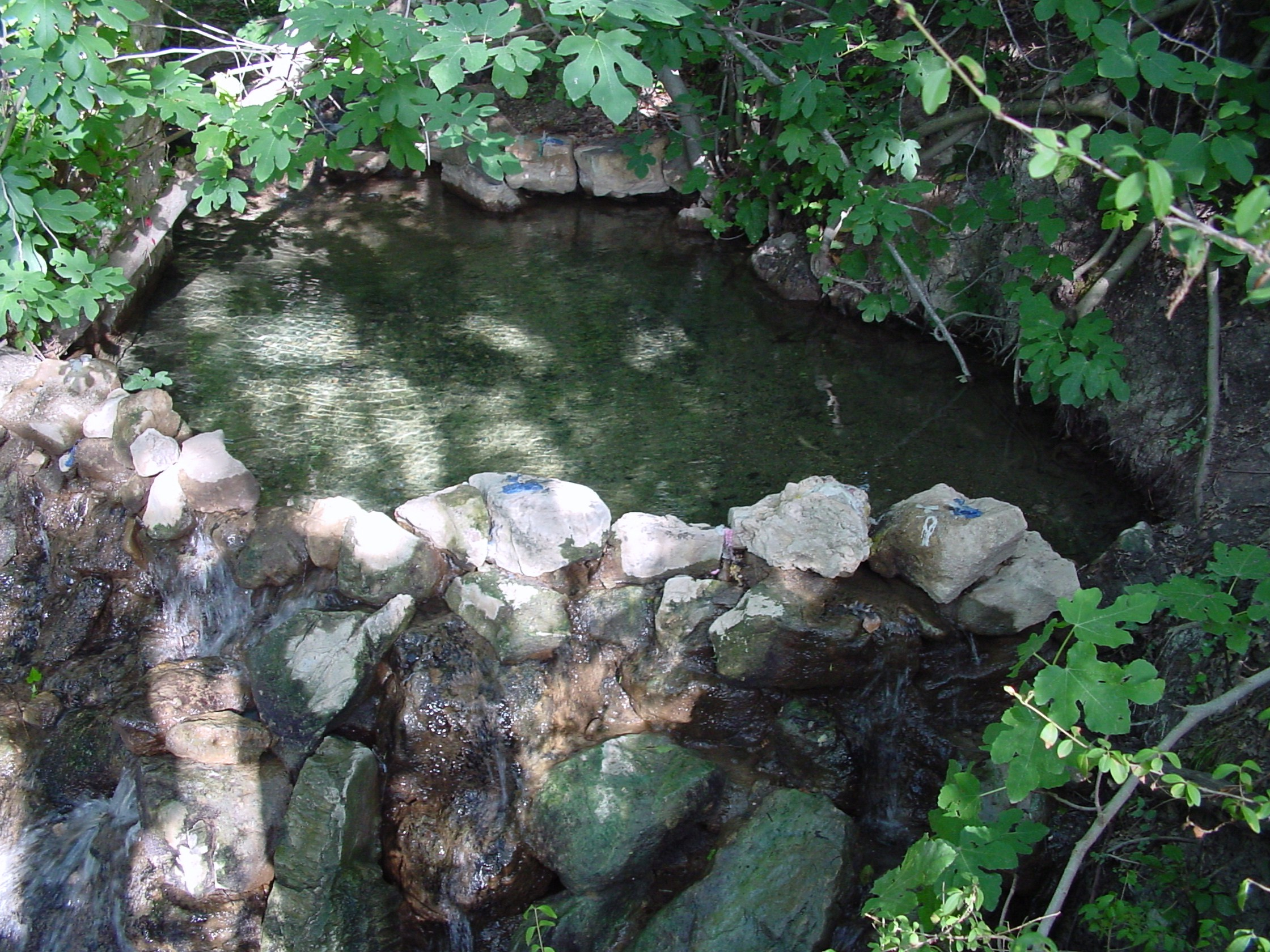
Sorgenti di acqua termale - Agriterme, Sasso Pisano

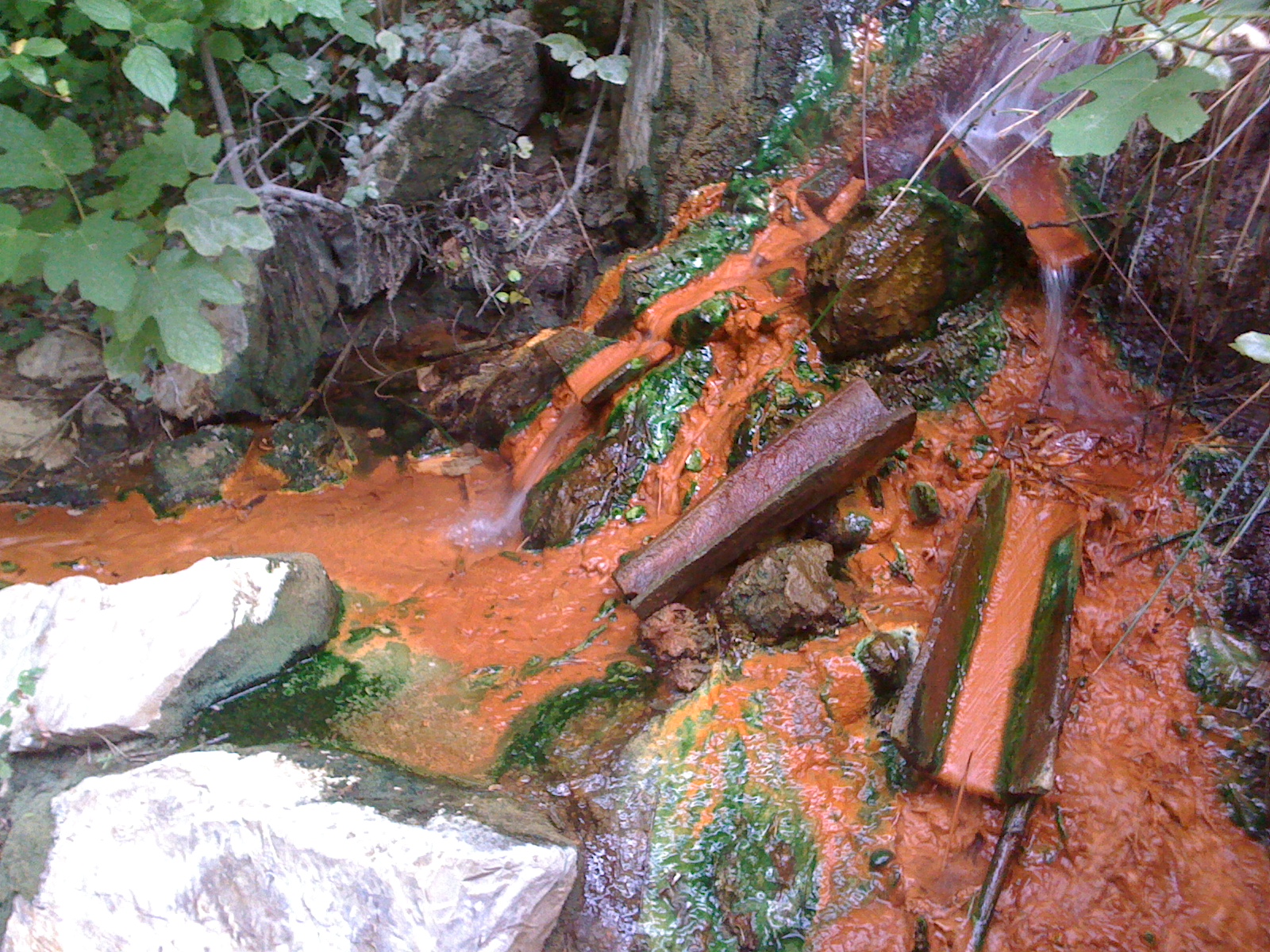
Sorgente di acqua termale, Sasso Pisano

Le molte sorgenti di acqua termale nei pressi del piccolo borgo di Sasso Pisano, alimentano anche dei vecchi lavatoi, fra i quali uno recentemente restaurato posizionato nelle immediate vicinanze del cimitero; un secondo non restaurato è presso il villaggio Enel dei Lagoni di Sasso Pisano.
Edificio del "Bagno del Lagoncino": si tratta di una semplice costruzione che fino alla fine degli anni cinquanta è stata utilizzata per i bagni termali, e per usi igienici e curativi usando l'acqua dell'omonima sorgente. Sorge appena fuori dall'abitato nei pressi del campo sportivo e oggi l'edificio è stato trasformato in privata abitazione. Degli antichi camerini da bagno, oggi solo uno è stato mantenuto integro ed è usato privatamente. All'esterno dell'edificio, la "Sorgente del Lagoncino" sgorga all'interno di una vasca di circa 2 metri di lato, per poi defluire in un lavatoio esterno e venire usata per irrigare i sottostanti orti. L'acqua esce a 44 °C, ha una portata di 0,17 l/sec, un'acidità di 6,6 pH e una salinità di 0,558 g/l. Qualche metro più in alto di questa sorgente se ne trova un'altra la cui temperatura di uscita è più alta (52 °C) e dalla salinità più elevata; accanto alla sorgente c'è un piccolo soffione di vapore e alcune modeste emissioni gassose composte da idrogeno solforato, attorno alle quali non nasce alcuna vegetazione.
Sempre nei pressi del campo sportivo si trova la "Sorgente del Campo Sportivo", l'acqua che qui sgorga ha una temperatura di circa 40 °C e una mineralizzazione così scarsa (0,186 g/l) da essere classificata come oligominerale.
Poco oltre il cimitero del paese si trova un edificio ad un piano al cui interno si trovano i "Lavatoi del Cimitero". Al centro dell'edificio si trova una grande vasca alimentata da una cannella da cui sgorga acqua alla temperatura di 36 °C, poco mineralizzata (0,431 g/l) e alcalinizzata.
Il "Lavatoio dei Lagoni" è costituito da una vasca coperta in cui sgorga acqua oligominerale con una temperatura di 36 °C, leggermente acida. In una scarpata situata in fondo a via Collodi si trova un'altra sorgente: la "Sorgente I Pelaghi" che sgorga direttamente dal terreno formando un fossetto utilizzato per irrigare gli orti.

### Parco delle Fumarole di Sasso Pisano

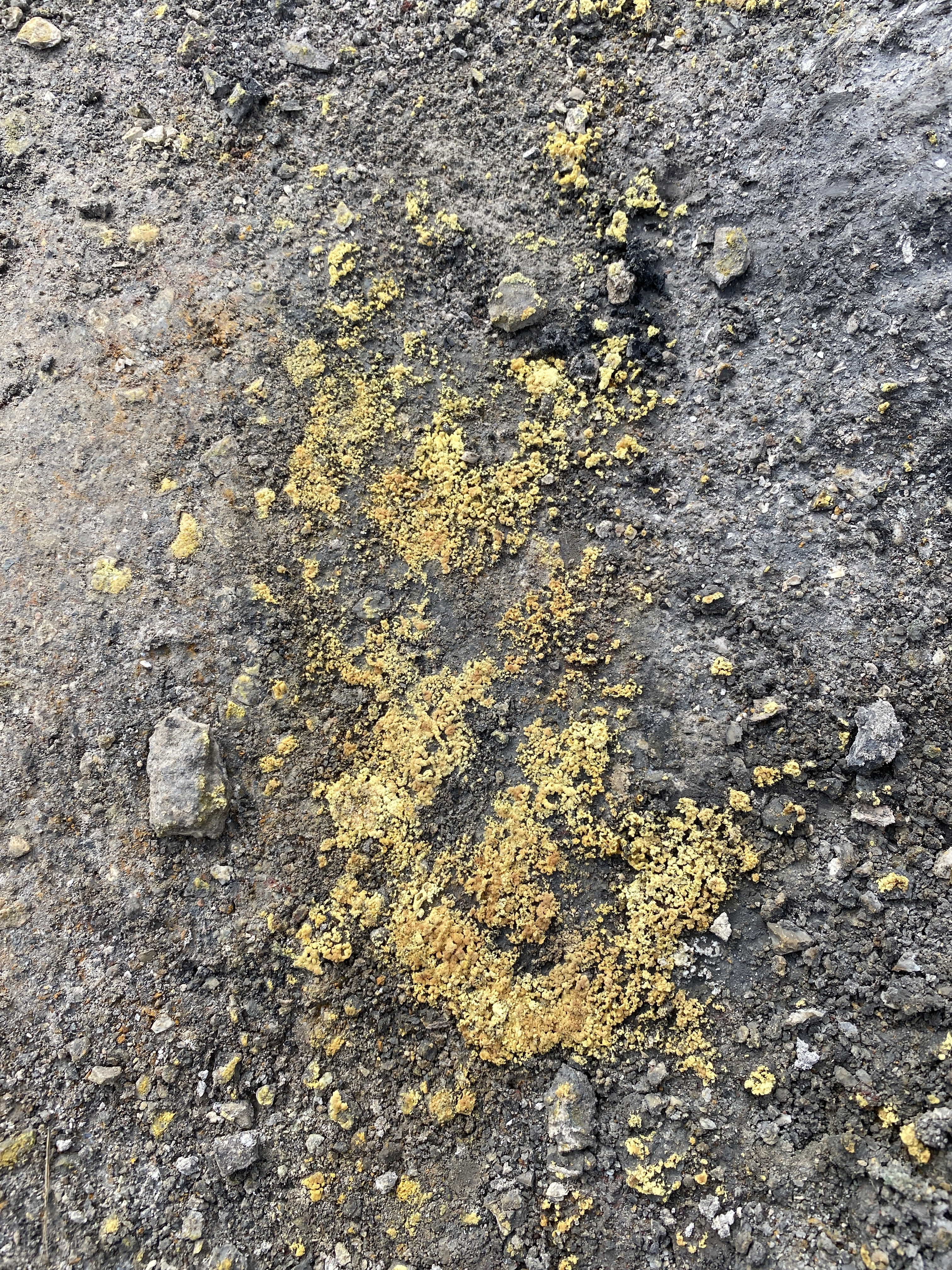
Cristalli di Zolfo nel Parco delle Fumarole a Sasso Pisano. Essi si formano dalle emissioni di vapore acqueo, anidride carbonica e idrogeno la cui ossidazione porta al cristallo.

Nel Parco delle Fumarole di Sasso Pisano sono presenti alcune manifestazioni geotermiche. Fra queste abbiamo:
- Bulicami: sono emissioni di acqua e gas in piccoli laghetti di fango gorgogliante.
- Fumarole: sono emissioni gassose che fuoriuscendo dalle fessure del terreno, si raffreddano a contatto con l'atmosfera, condensando sotto forma di fumi. I gas sono costituiti da vapor acqueo, anidride carbonica e idrogeno solforato.
- Lagoni: sono piccole pozze o laghetti naturali di acqua calda alimentati alla base dalla presenza di un soffione naturale a forte pressione.
- Solfatare: emissioni di vapor acqueo, anidride carbonica e idrogeno solforato dalla cui ossidazione si formano cristalli di zolfo che si depositano intorno al loro sbocco in superficie.

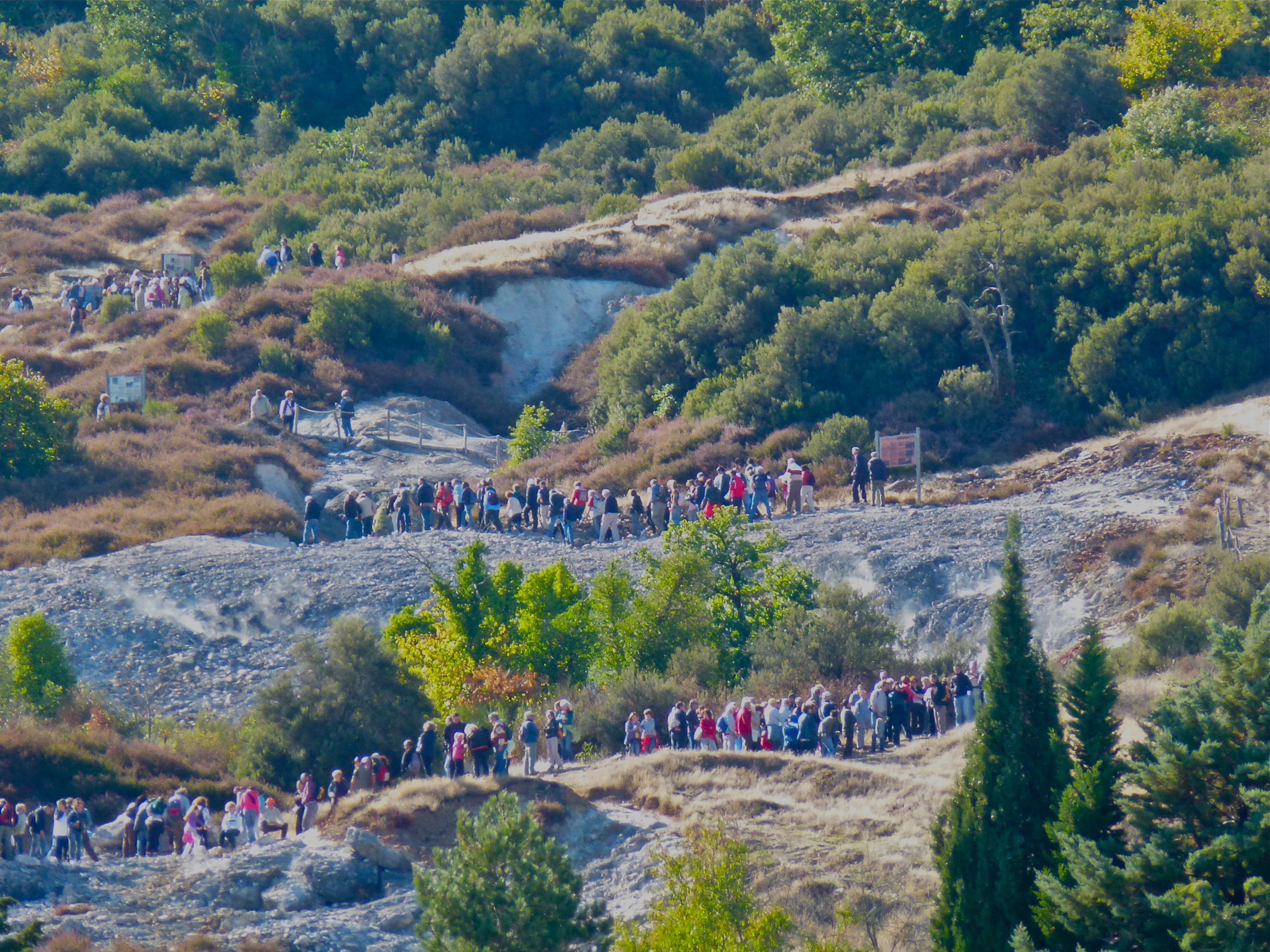
Parco delle Fumarole, Sasso Pisano
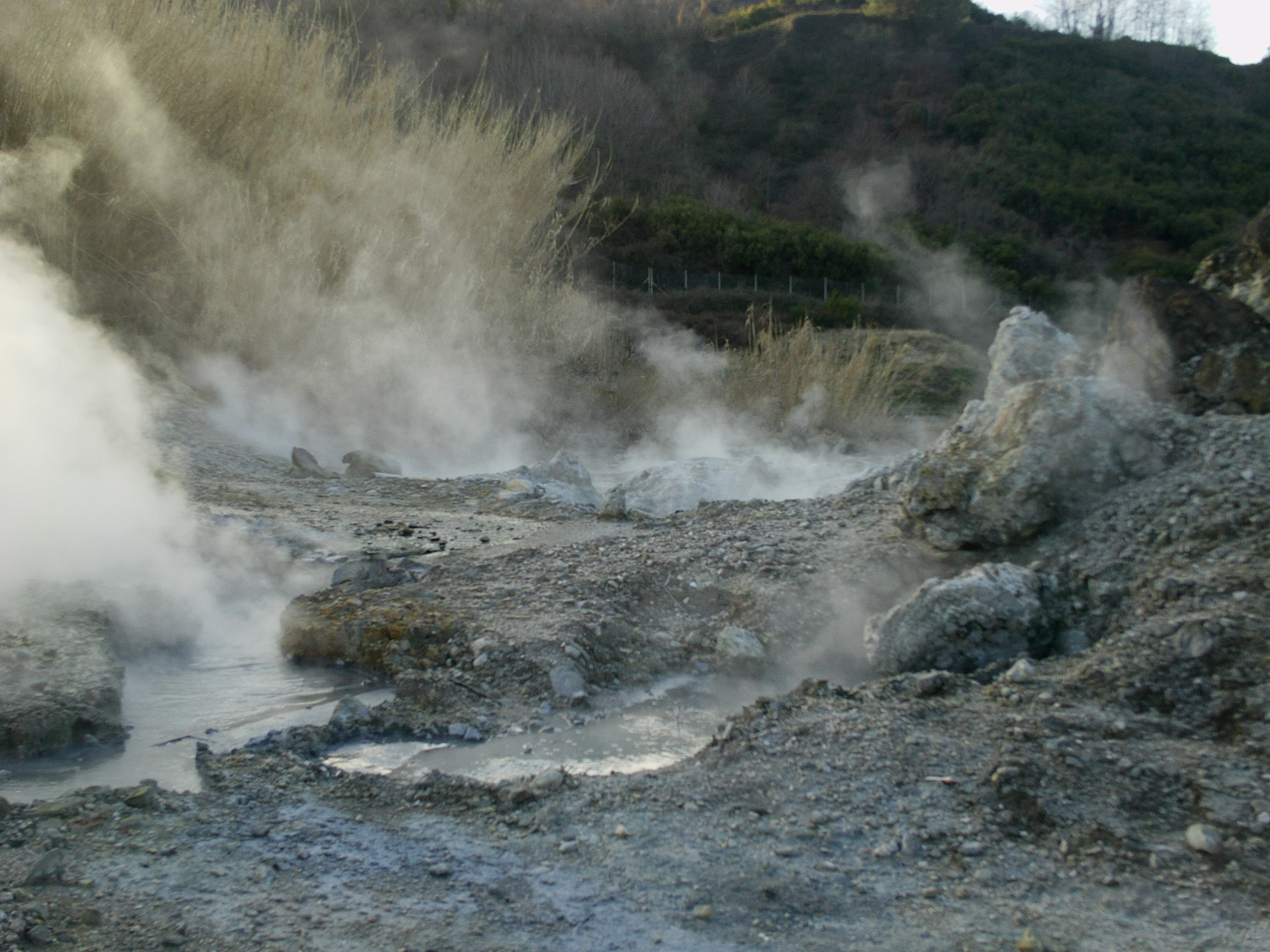
Parco delle Fumarole, Sasso Pisano
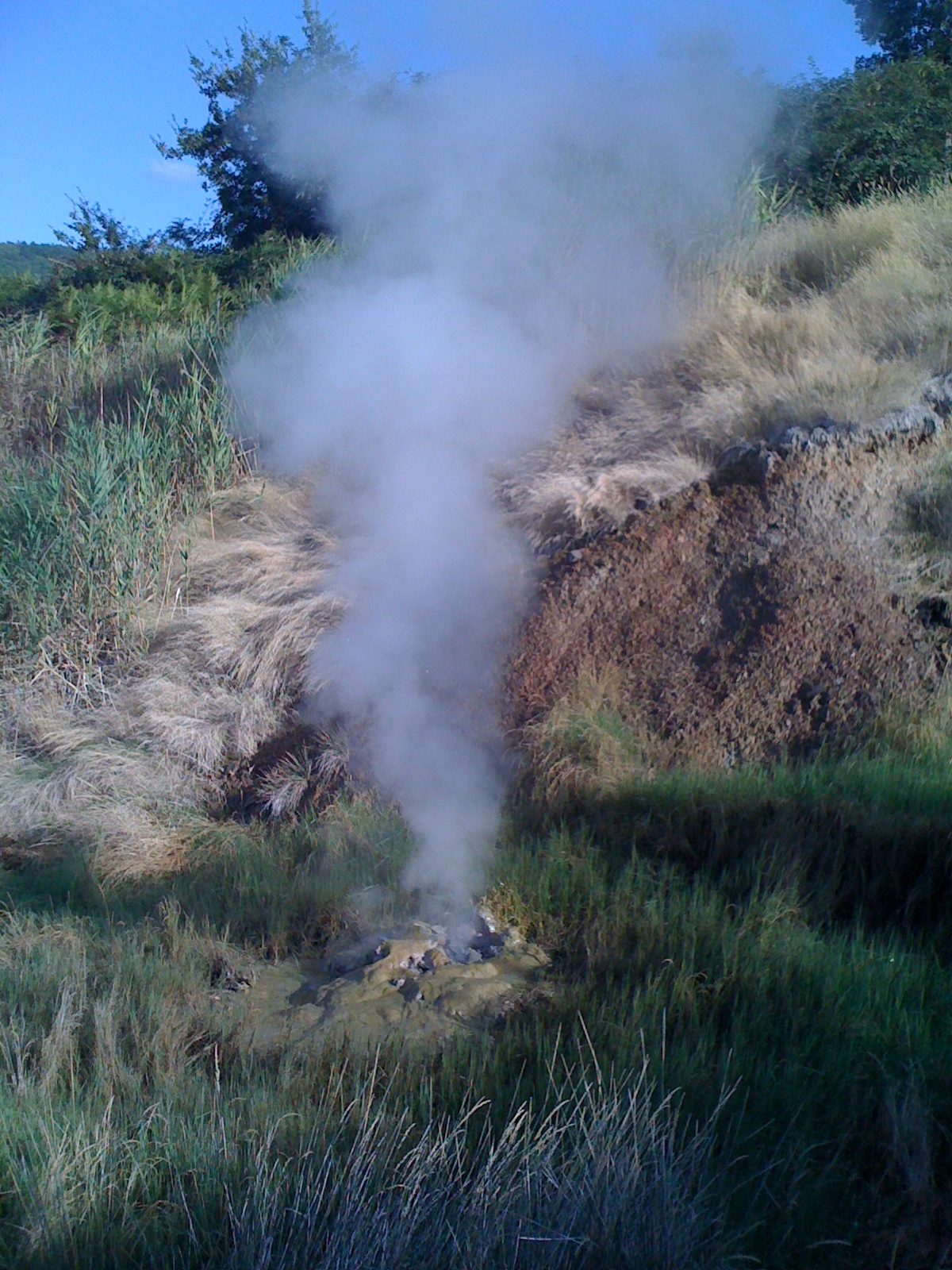
Parco delle Fumarole, Sasso Pisano
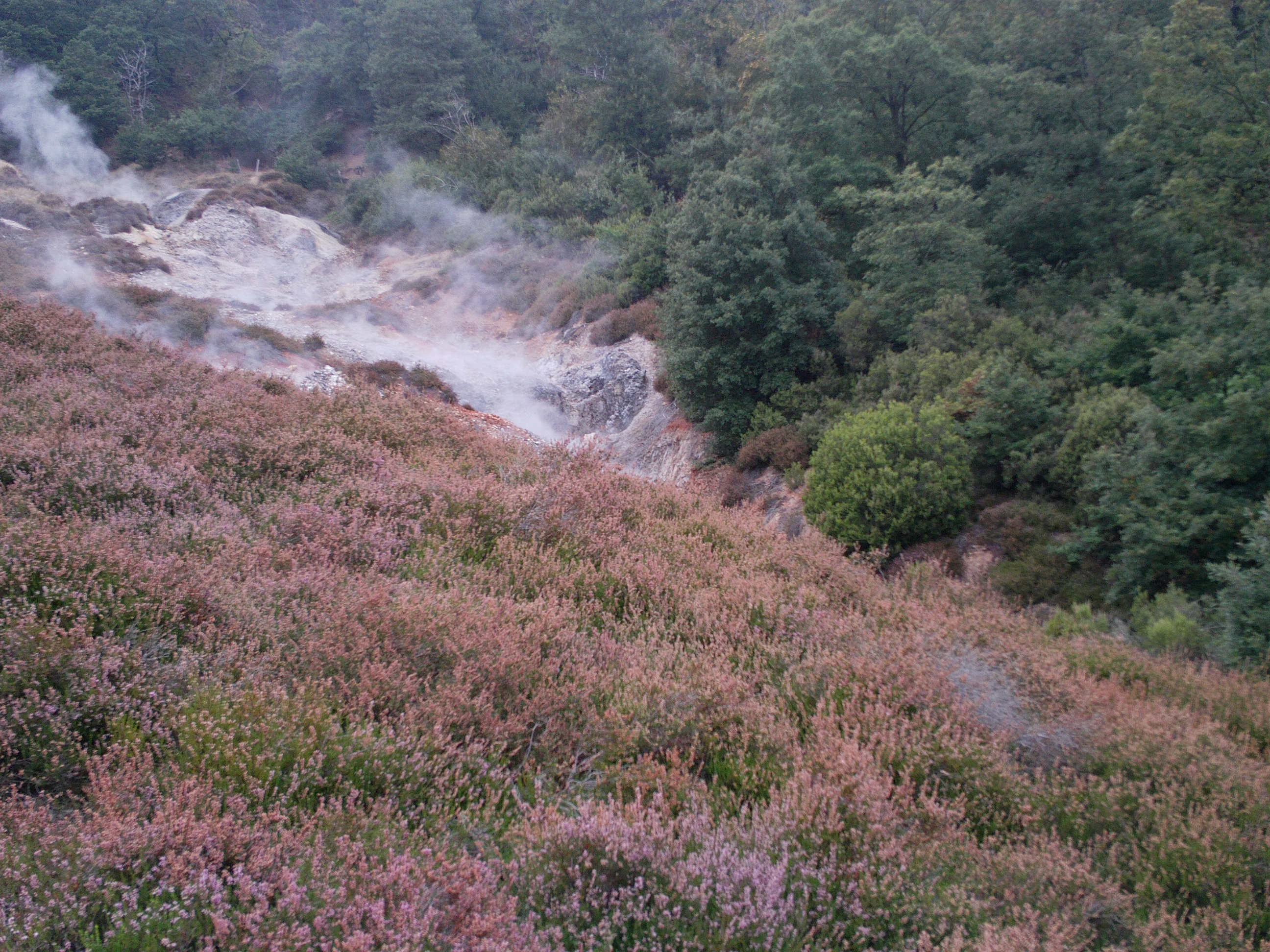
Parco delle Fumarole, Sasso Pisano
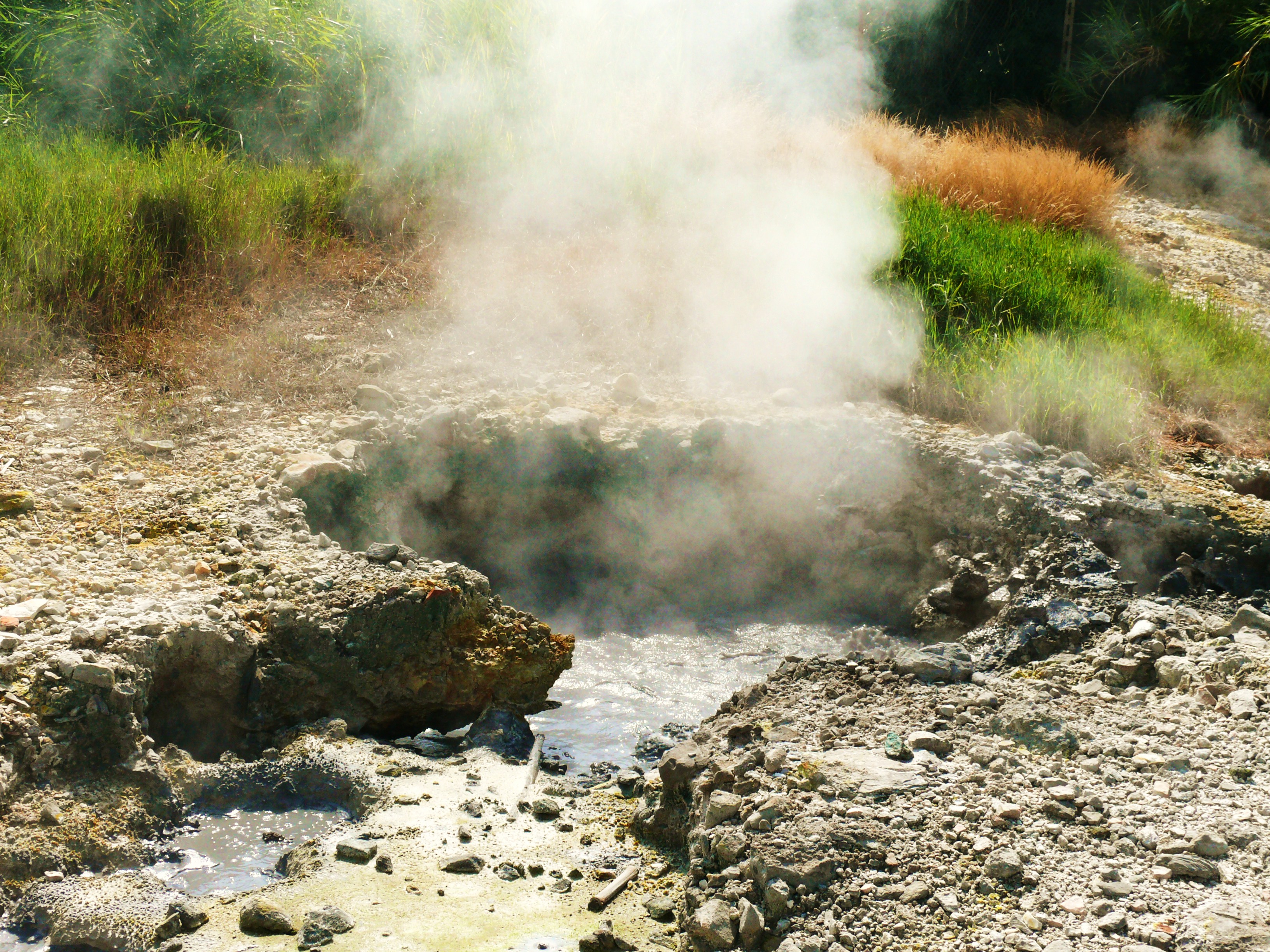
Parco delle Fumarole, Sasso Pisano
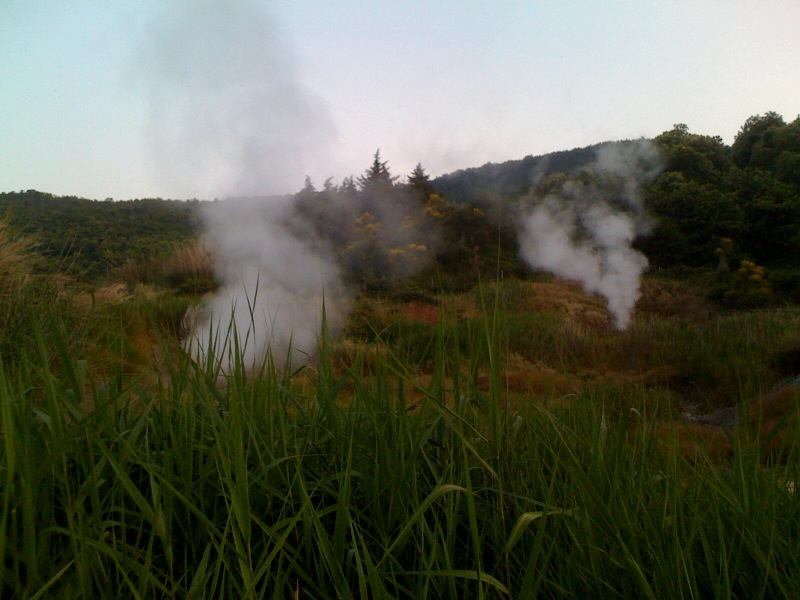
Soffioni, Sasso Pisano

Un sentiero attrezzato consente di visitare tutte le più belle manifestazioni collegando i due borghi medievali di Sasso Pisano e Monterotondo Marittimo.

### Frazione La Leccia di Sasso Pisano

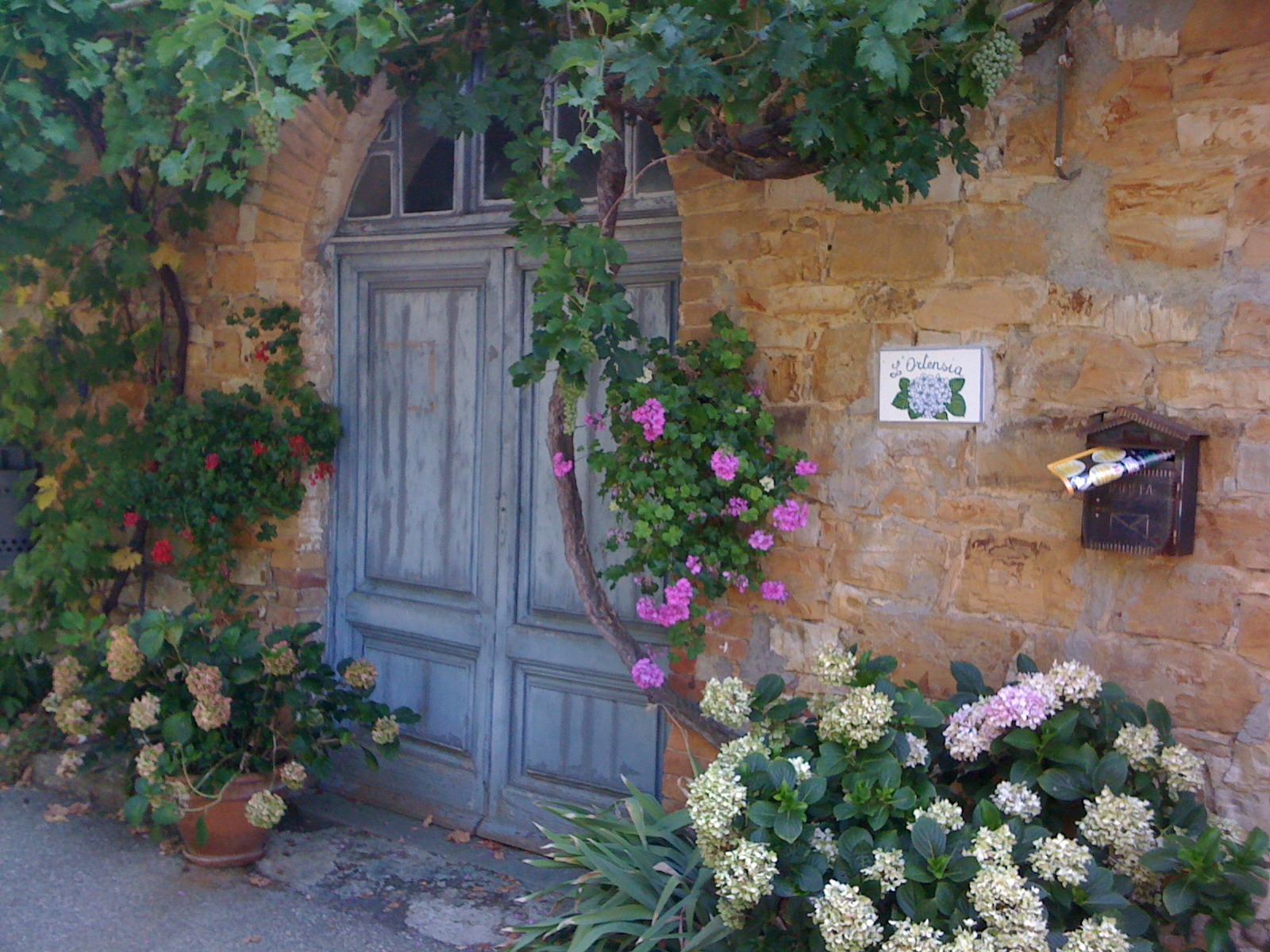
Particolare abitazione, frazione La Leccia di Sasso Pisano

Piccolo borgo medievale, immerso nella natura, possibile residuo di un castello dell'antichità, oggi frazione completamente ristrutturata in stile toscano, nel passato nei pressi di questa frazione sorgeva un santuario dedicato alla Madonna del Latte, oggi completamente distrutto.

### Santuario della Madonna del Libro
Sul piccolo colle di fronte alla frazione di Sasso Pisano, La Leccia, si trova il Santuario della Madonna del Libro recentemente ristrutturato, ove ancora oggi molte persone si rivolgono per ricevere le grazie.
Nel santuario inizialmente era conservata la raffigurazione mariana della Madonna del Libro, opera del pittore Matteo di Pierantonio de' Gondi da Leccia (1540 - 1632), ora conservata nella Pieve di San Bartolomeo a Leccia.

### Castel Volterrano
Importante castello nel passato, oggi possiamo ammirarne ben poco; a breve distanza dal castello si trova la Cappella di Sant'Ottaviano.

### "La Torraccia"
Nei pressi della frazione La Leccia di Sasso Pisano, si innalza, visibile anche in lontananza, un'antica torre di avvistamento chiamata "La Torraccia". Attorno a questa importante struttura etrusco/medievale si trovano resti di antiche mura perimetrali e di un piccolo borgo adiacente.

## Aree naturali

### Vasche naturali con acqua termale
Le molte sorgenti termali di Sasso Pisano fin dal tempo degli Etruschi vengono utilizzare per curare i dolori ed i reumatismi. Ogni sorgente, a seconda di dove sgorga, possiede delle proprietà differenti.
Sorgenti Il Bagno, situate nei pressi delle antiche terme del Bagnone: qui vi sono tre sorgenti, due delle quali utilizzate quali bevande e per le abluzioni mentre la terza defluisce nel sottostante torrente. Due di queste sono in assoluto le sorgenti più calde della Toscana raggiungendo la temperatura di ben 65 °C mentre la terza sgorga a circa 40 °C in un lavatoio ormai inutilizzato. Presentano tutte un contenuto minerale abbastanza modesto (0,447 g/l) e contengono ferro e potassio. Localmente si è sempre ritenuto che fossero indicate per la cura dello stomaco ma forse sono più adatte contro l'artrite.
Poco più in alto si trova la Sorgente Le Lumiere. Abbandonata da tempo è di difficile accesso. Sgorga a una temperatura di 30 °C e ha un contenuto minerale nettamente superiore alle precedenti, inoltre è leggermente acida.

### Castagneti di Sasso Pisano
Il borgo di Sasso Pisano è avvolto da castagneti secolari, che si possono osservare grazie ai molti sentieri naturalistici opportunamente segnalati.In questi troviamo alcune piante, controllate da studiosi universitari che hanno stimato di un'età superiore a 1000 anni.

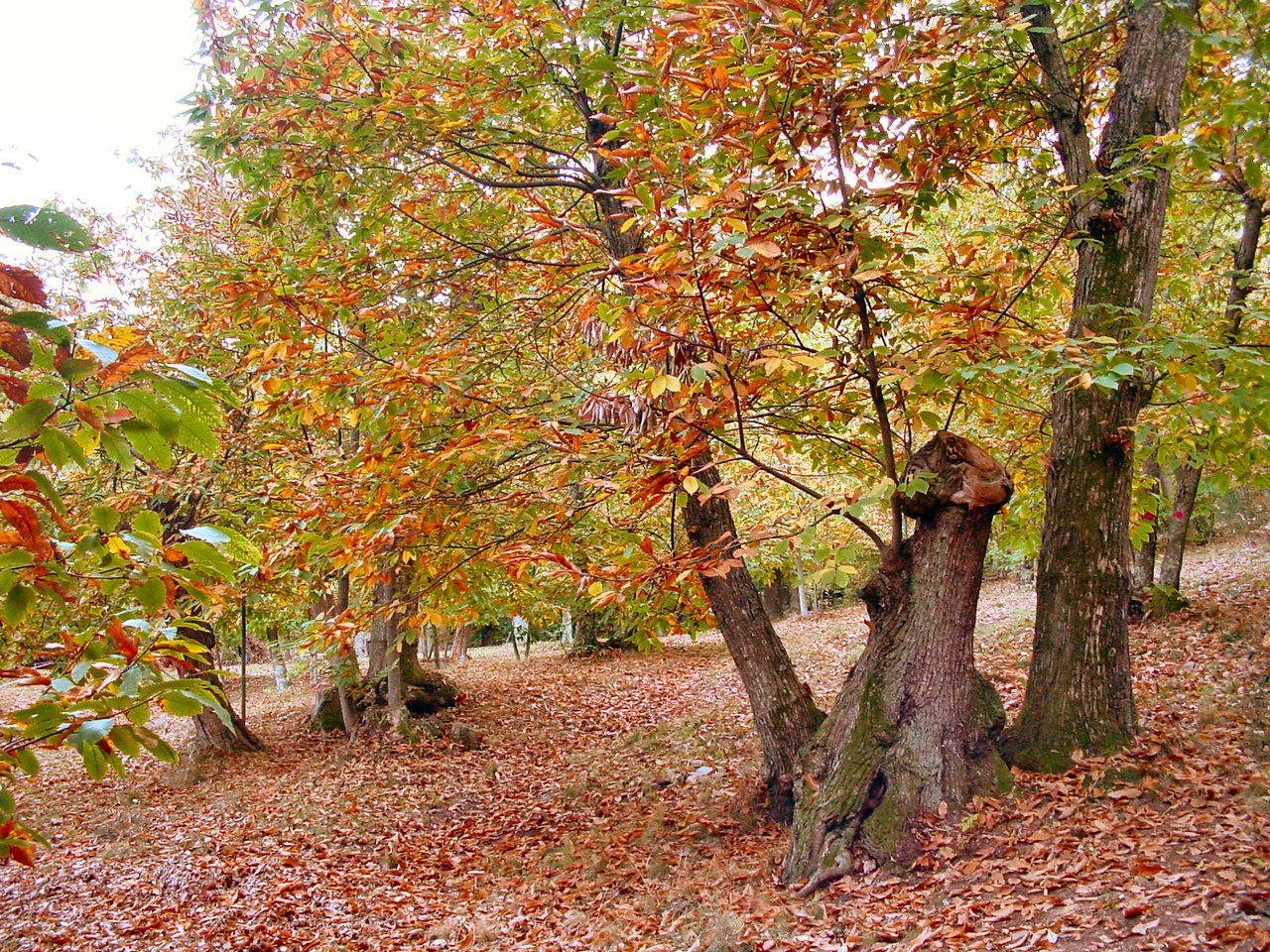
Castagneti di Sasso Pisano

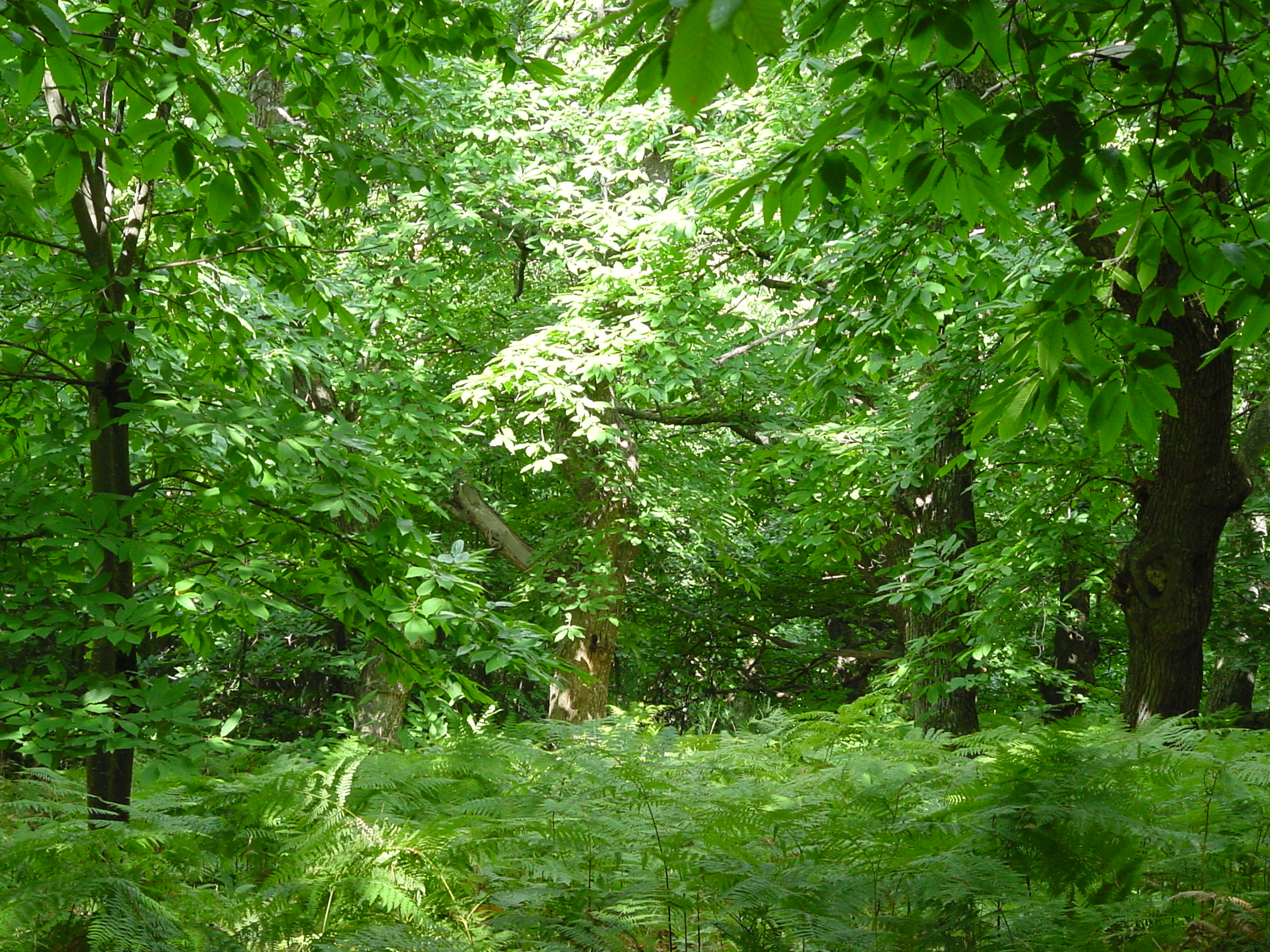
Castagneti di Sasso Pisano

### La Buca di "San Rocco" di Sasso Pisano

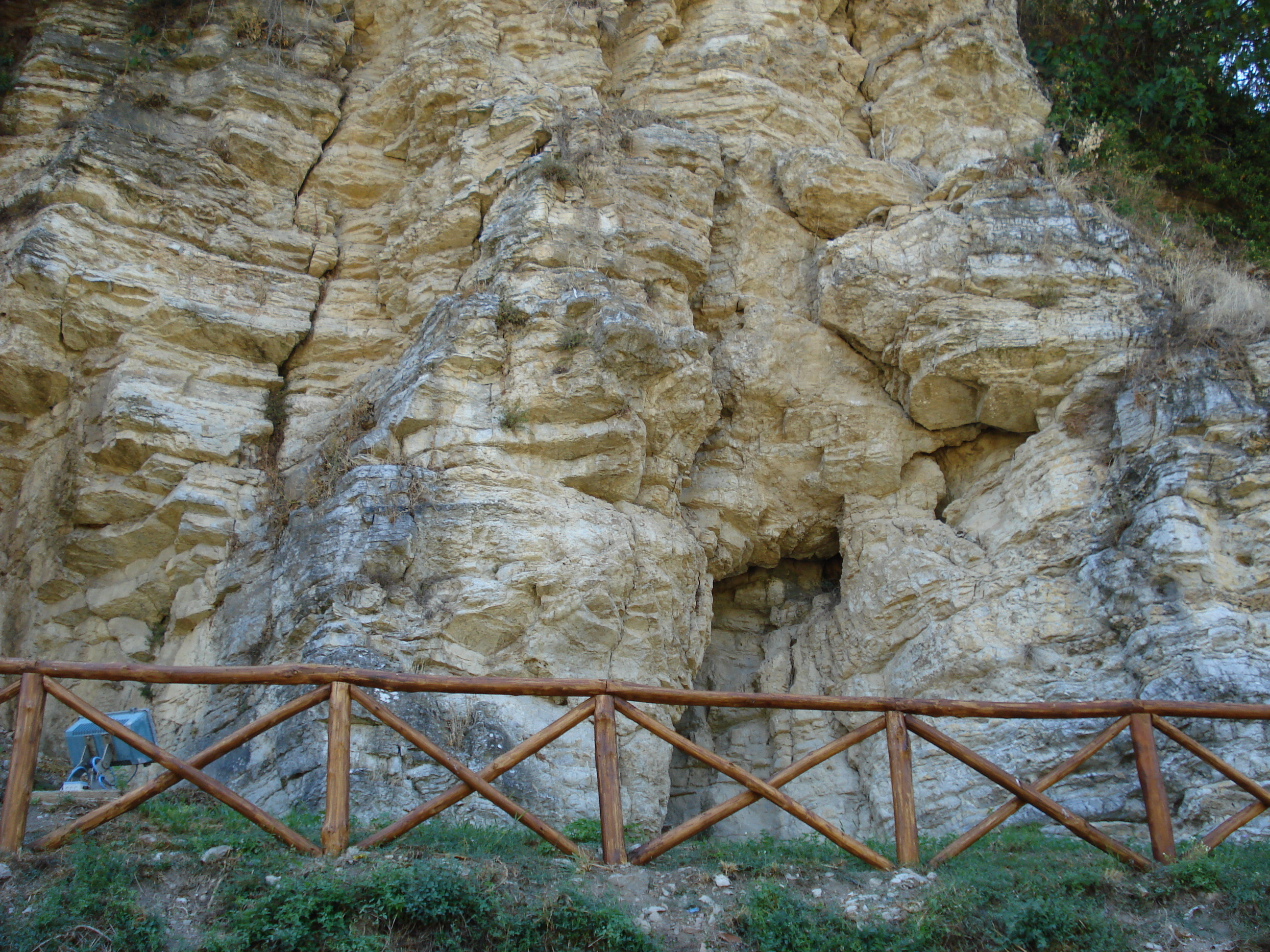
Grotte sotto al borgo medievale di Sasso Pisano

Sotto la Chiesa parrocchiale si trova la Buca di San Rocco, una grotta naturale che si estende dallo sperone del colle fin quasi sotto la piazza della chiesa. Qui, si narra, vi sostò San Rocco per curare le piaghe con le acque sulfuree della "Troscia", la laguna che circondava il castello del Sasso.

### Fonte della cosiddetta "Madonna del Latte"
In antichità, in epoca medievale, nei pressi del fiume Cornia a metà strada fra Sasso Pisano e la sua frazione La Leccia, pare si ergesse una chiesa dedicata alla "Madonna del Latte". La leggenda tramandata di generazione in generazione narra che le donne che non disponevano del latte per allattare i propri figli, si recassero in questa chiesa ed omaggiando la Madonna con un piccolo dono e bevendo l'acqua di questa fonte, ritornassero ad avere il latte. La fonte esiste anche oggi e l'acqua che esce da questa sorgente è meta di pellegrinaggio da parte di molti locali, avendo un sapore ed un gusto "unico". Tuttavia la sorgente di acqua si trova su di un suolo privato e non risulta essere controllata microbiologicamente.

### Fonte del "Bagnone"
Nei pressi degli scavi etrusco/romani del complesso sacro termale "Il Bagnone", sgorgano diverse sorgenti termali, una di queste è utilizzata dai locali per cure diuretiche. L'acqua "curativa" si trova su di un suolo privato e non risulta essere controllata microbiologicamente, tuttavia sgorga a temperature elevate che dovrebbero abbattere la carica microbiologica presente.

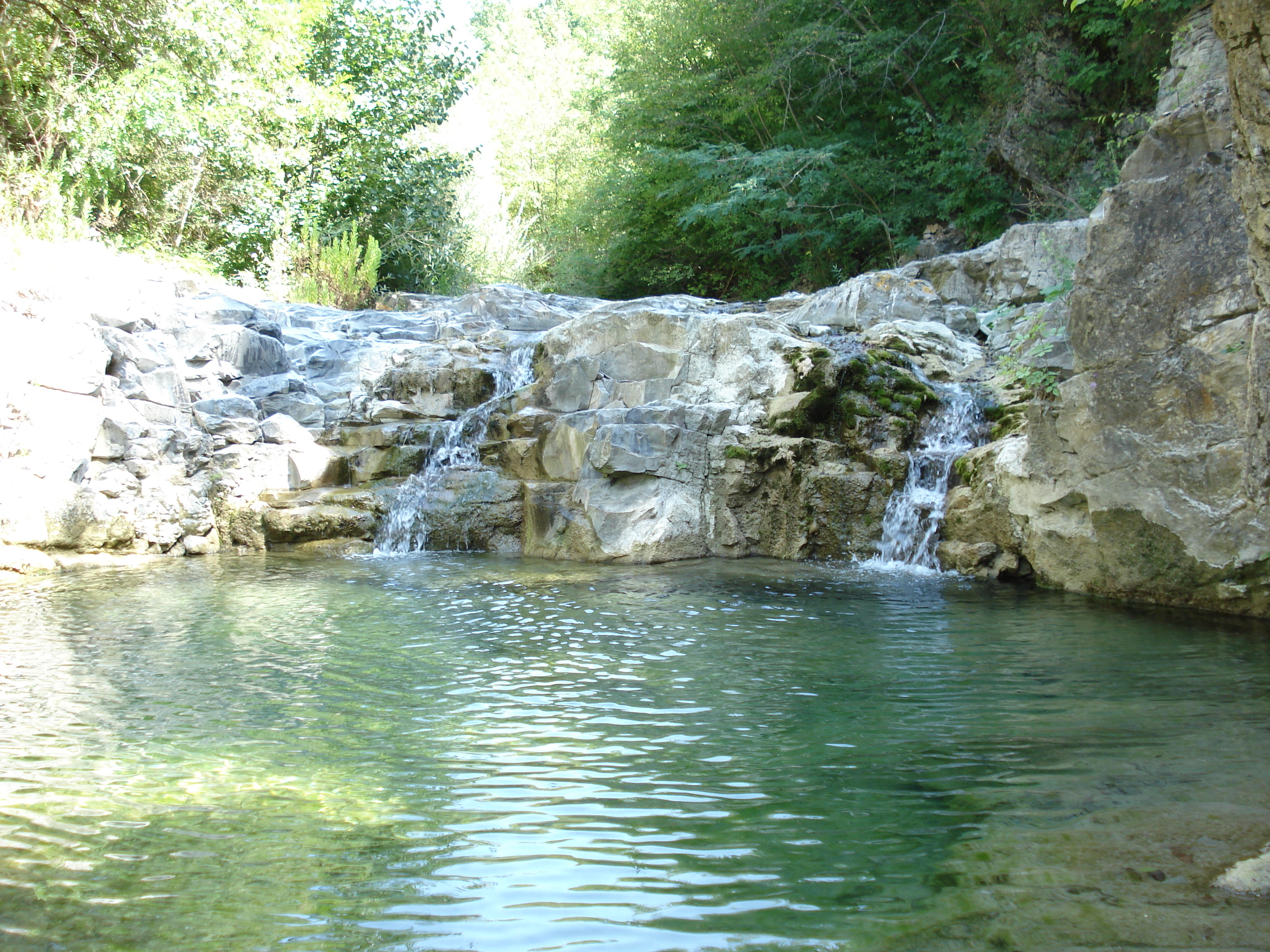
Fiume Cornia - Pozze naturali - Sasso Pisano

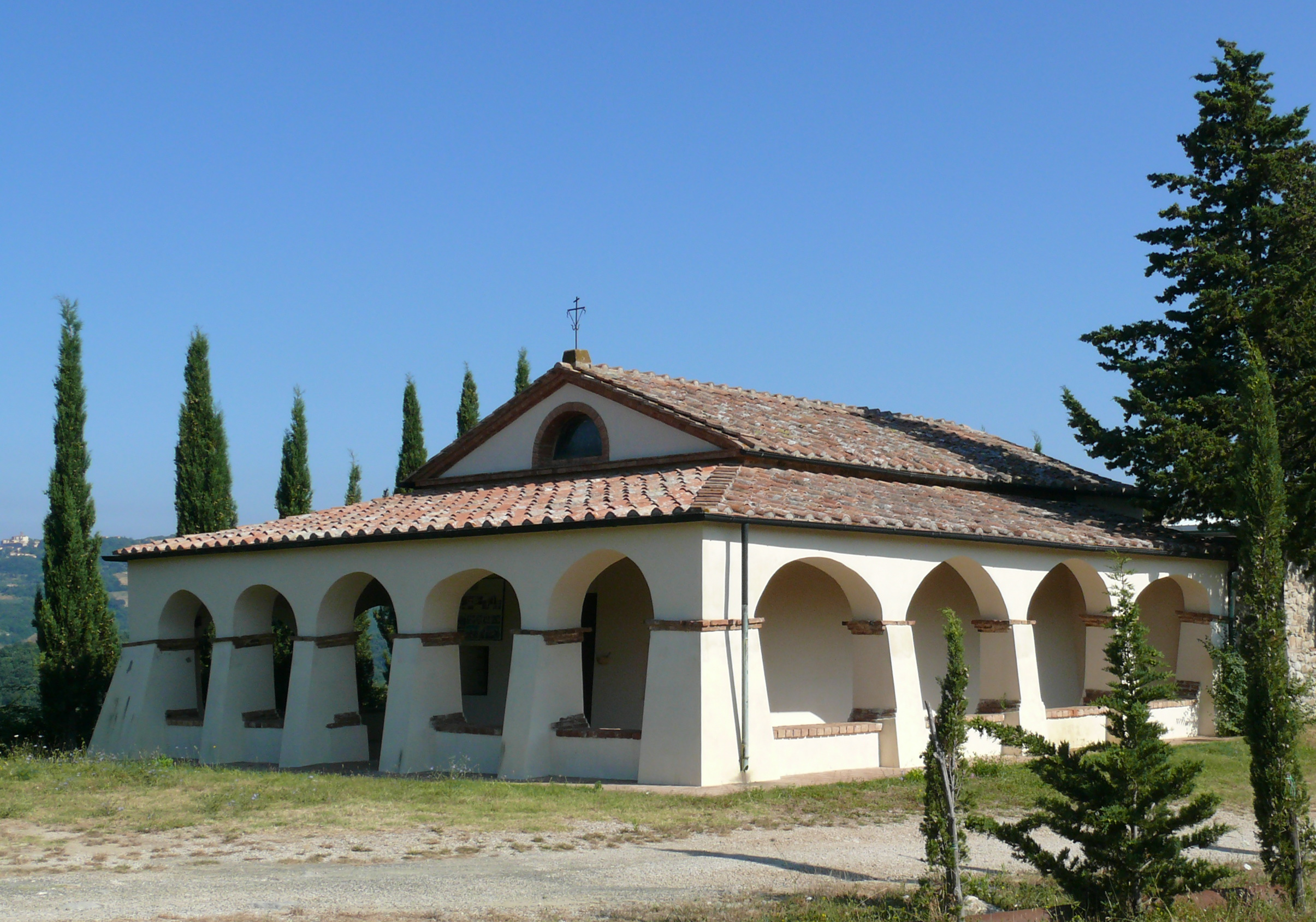
Santuario della Madonna del Libro Frazione La Leccia - Sasso Pisano

## Sagre e feste paesane
Molte sono le sagre che durante l'arco di tutto l'anno vengono realizzate dalle associazioni locali: la festa del fungo Prugnolo Calocybe gambosa, la festa dell'olio "sasserino", i venerdì del Sasso da luglio a inizio agosto, festa per le vie del Borgo Antico, la festa del Volontariato, la festa del fungo Porcino Boletus e la sagra della zuppa.

## Piatti tipici toscaniin variante "Sasserina"[senzafonte]- Gastronomia
Pappardelle, tortelli ripieni di ricotta e bietola, castagnaccio, bruschetta con olio Sasserino, formaggi, salse ai funghi ed alla cacciagione, miele, migliacci, borragine fritta con formaggi fusi, cenci (in altre località conosciuti anche come chiacchiere), bomboloni, cacciagione e pollame ruspante cotto alla brace condito con erbe locali, dolci tipici locali.

## Attività

### Industria
Il prevalente tipo di industria presente a Sasso Pisano è quella elettrica, dove Enel, come in tutta l'area geotermica, sfrutta la forza del vapore endogeno per produrre energia elettrica. Negli ultimi anni stanno nascendo anche altre industrie che sfruttano il vapore endogeno di cui è ricca la zona. Ne sono un esempio le serre per la coltivazione di basilico.

### Attività agricole e di allevamento
Negli ultimi anni, nella zona di Sasso Pisano, nei pressi del confine con Monterotondo Marittimo, è stato realizzato un allevamento di maiali di razza "Cinta Senese" tenuti allo stato brado. Presente anche un allevamento della pecora Pomarancina, razza in estinzione, reso possibile grazie alla determinazione di alcuni cittadini elvetici, trasferitesi in loco.
Caratteristica la produzione di formaggi tipici locali come il "Rovaggiolo" avvolto in foglie di castagno e felci fresche, il pecorino ed altri formaggi tipici, realizzati utilizzando come fonte di calore il vapore endogeno. Importante, ma essenzialmente per i locali, anche l'agricoltura che sfrutta l'acqua termale e il calore endogeno, che permettono una buona crescita delle piante. L'apicoltura con il miele al castagno e millefiori. Importante, nel periodo, la raccolta delle castagne e dei funghi presenti in abbondanza.

### Impianti sportivi
Il borgo di Sasso Pisano dispone di un campo da calcio e di un campo da tennis. Attualmente sono due le squadre calcistiche con sede nella frazione.

## Minerali e fossili
La sassolite è un borato di calcio raro ed apprezzato, presente esclusivamente in alcuni dintorni del paese di Sasso Pisano, molto ricercato per le collezioni mineralogiche.
Nei pressi di Larderello troviamo anche una variante meno rara che prende il nome di larderellite.
Nei territori attorno al paese di Sasso Pisano sono rinvenibili anche altri minerali, tra cui cristalli di gesso.
Vari sono i luoghi nella vallata che avvolge il borgo di Sasso Pisano dove rinvenire dei resti fossili, di varie specie e di varie dimensioni, anche notevoli.

## Flora e fauna
Molte sono le varietà di piante e fiori autoctoni, fra i quali: castagno con molte varietà di innesto, faggio, quercia, quercia da sughero, lecci, ginepro, agrifoglio (leccio diavolo), ornello, carpino, bosso, vischio, pania di castagno, orchidee di innumerevoli tipologie, anemone selvatico in grandi distese, erica utilizzata per fornello delle pipe, vimini, ginestra, pungitopo, rose canine, corniolo (crognole), pruno selvatico, felci di innumerevoli specie, liquirizia, acero, sorbo, olmo, platani, pini, fiori di campo di molteplici colori, nipitella, nocciolo, sambuco, cicuta, asparago, rovo da more, timo, origano, fragole selvatiche, pero e ciliegio selvatico, innumerevoli qualità di funghi, fra i quali il prugnolo.
Nella località vivono numerosi animali, tra i quali: cinghiale, capriolo, daino, volpe, scoiattolo, lepre, fagiano, gufo, civetta, falco, usignolo, picchio, rondine, riccio, istrice, tasso, trota, anguilla, granchio di fiume.

## Arti e mestieri del passato di Sasso Pisano
Molte erano le attività artigianali manuali caratteristiche dell'epoca di appartenenza che venivano realizzate nell'antico borgo medievale di Sasso Pisano e nelle immediate vicinanze, dalla fine del secolo 1800 alla metà del secolo 1900.
Vi era la filatura della lana e del lino per realizzare i più svariati indumenti. La filatura era una produzione di alta qualità per il contesto temporale.
L'arte dei calzolai, fiorita dopo i primi decenni del secolo 1900, era molto importante per il luogo perché definiva un gusto nuovo per l'epoca. Stilizzando diversi modelli per abbellimento, consentivano una maggiore sicurezza all'individuo.
L'attività dei legnaioli e carbonai: molte famiglie locali basavano il loro sostentamento sul taglio del bosco caducifoglie e la conseguente produzione del carbone, con metodo sasserino (lenta cottura che forniva maggiore potere calorifico alla brace) e la pratica artigianale della intrecciatura del vimini, di fondamentale importanza sia per contenere tutti i prodotti che la terra offriva sia per abbellimento di talune case.
Produzioni di manufatti in rame ed in bronzo: vassoi, vasi, contenitori, che assolvevano le più disparate funzioni.
Falegnameria di cui si trovano testimonianze nei portoni, nei mobili d'arredamento intarsiati a mano di Sasso Pisano.
Coltelleria: nel borgo si producevano manufatti di coltelleria con manici essenzialmente in legno di castagno, faggio, ciliegio ed olivo, meno utilizzato il manico in osso.
Mastri vetrai realizzavano vetrate artistiche con la modalità detta a piombo. Rare sono le tracce oggi presenti.
In antichità nei pressi del borgo sorgeva una piccola fornace che realizzava la produzione locale. Degno di nota il fatto che anche al tempo degli etruschi e dei romani è stata riscontrata la presenza di un'antica fornace; infatti, durante la campagna degli scavi, su molti resti di tegole, embrici, ecc, è stata osservata la presenza di bolli che attestano inconfutabilmente una produzione locale e che quindi denotano presumibilmente l'esistenza di una grande ed importante fornace, purtroppo non ancora riportata alla luce.
Una modesta bottega produceva in loco la maggioranza degli attrezzi agricoli di cui i contadini all'epoca necessitavano.
Importante da sempre la produzione di olio nelle campagne attorno al borgo. Ogni anno a dicembre si svolge la festa dell'olio "Sasserino", dove possiamo trovare una varietà di gusti di oli molto apprezzata dagli intenditori e consumatori.
Nella tradizione locale da sempre è stata importante la produzione di formaggi con il latte risultante dagli allevamenti. Tipico il "Rovaggiolo", formaggio fresco avvolto a seconda della stagione in foglie di felcia o foglie di castagno, dalle quali assorbe il sapore.
Di grande rilevanza da sempre la produzione, sia per il commercio che per il sostentamento familiare, di insaccati, salumi e produzioni tipiche locali con la risulta del bestiame. Degna di nota la produzione di mallegato con aggiunta di semi di finocchio selvatico e erbe locali.